# Flieger Bataillon Nr. 1
Flieger-Bataillon Nr. 1 – FlgBtl 1 – jedna z 5 większych jednostek taktycznych lotnictwa niemieckiego Luftstreitkräfte utworzona przed wybuchem I wojny światowej tego typu.

## Informacje ogólne
Jednostka powstała w 1913 roku i składała się z trzech kompanii, dwóch pruskich i jednej saksońskiej. Jednostka była podporządkowana Inspektion der Fliegertruppen.

### Skład batalionu w sierpniu 1914 roku
| Kompania | Lokalizacja | Jednostka                | Dowódca             |
| -------- | ----------- | ------------------------ | ------------------- |
| 1        | Döberitz    | Feldflieger-Abteilung 1  | Jasper von Oertzen  |
| 1        | Döberitz    | Feldflieger-Abteilung 11 | Hellmuth Wilberg    |
| 1        | Döberitz    | Feldflieger-Abteilung 30 | Felix Wangenführ    |
| 2        | Döberitz    | Feldflieger-Abteilung 7  | Wilhelm Grade       |
| 2        | Döberitz    | Feldflieger-Abteilung 12 | Günther von Detten  |
| 2        | Döberitz    | Etappen Flugzeug Park 1  | Ernst Grundel       |
| 2        | Döberitz    | Etappen Flugzeug Park 6  | Hiller              |
| 3        | Großenhain  | Feldflieger-Abteilung 23 | Heinrich            |
| 3        | Großenhain  | Feldflieger-Abteilung 24 | Horst von Minckwitz |
| 3        | Großenhain  | Feldflieger-Abteilung 29 | von Jena            |
| 3        | Großenhain  | Etappen Flugzeug Park 3  | Mardersteig         |

## Dowódcy jednostki
| Stopień | Nazwisko     | Okres |
| ------- | ------------ | ----- |
| Major   | Ernst Gundel |       |